# Tarchia
Tarchia („mající mozek“) byl rod čtyřnohého, velkého „obrněného“ dinosaura ze skupiny Thyreophora a konkrétněji Ankylosauridae.

## Popis
S délkou těla okolo 8 až 8,5 metrů a hmotností až kolem 4,5 tuny (běžně ale spíše 5,5 metru a 2500 kg) představuje největšího známého ankylosaurida z Asie. Známý je z fosilních pozůstatků několika jedinců. Tento rod se vyskytoval před přibližně 72 až 68 miliony let na území dnešního Mongolska (souvrství Nemegt), a je tak nejmladším známým asijským ankylosauridem.
Zástupci rodu Tarchia disponovali velkými obrněnými lebkami, které byly 40 cm dlouhé a až 45 cm široké. Pevně stavěný trup, krk a kořen ocasu chránily různé tupé kostěné útvary sloužící jako kostěné brnění. Konec ocasu byl opatřený těžkým kostěným kyjem, představujícím nejnebezpečnější zbraň, jakou obrnění dinosauři z čeledi Ankylosauridae disponovali.
V listopadu roku 2021 byl formálně popsán další druh tohoto rodu, Tarchia tumanovae.

## Způsob života
Sedimenty, ve kterých byly nalezeny pozůstatky rodu Tarchia ukazují, že tento dinosaurus žil v pouštním prostředí se sezónními jezírky a řekami. I když doposud nemáme důkazy o skupinovém životě obrněných dinosaurů, zástupci rodu Tarchia zřejmě putovali po krajině osamoceně nebo v menších skupinkách. Byli zavalitými býložravci.
Navzdory značným tělesným rozměrům a kostěnému brnění nacházíme na lebce typového exempláře rodu Tarchia zčásti zachovaná zranění svědčící o útoku velkého dravého dinosaura, pravděpodobně z čeledi Tyrannosauridae (mohlo jít např. o Tarbosaura). Výzkumu byla podrobena také mozkovna druhu Tarchia teresae.